# Eriocaulon pachystroma
Eriocaulon pachystroma är en gräsväxtart som beskrevs av Pieter van Royen. Eriocaulon pachystroma ingår i släktet Eriocaulon och familjen Eriocaulaceae.
Artens utbredningsområde är Sumatera. Inga underarter finns listade i Catalogue of Life.